# (11947) Kimclijsters
(11947) Kimclijsters (1993 PK7) – planetoida z pasa głównego asteroid okrążająca Słońce w ciągu 5,76 lat w średniej odległości 3,21 j.a. Odkryta 15 sierpnia 1993 roku.